# Danska nacionalsocijalistička radnička stranka
Danska nacionalsocijalistička radnička stranka (danski: Danmarks Nationalsocialistiske Arbejderparti) bila je najveća nacistička stranka u Danskoj prije i poslije Drugog svjetskog rata.
Stranka je osnovana 16. studenog 1930., nakon uspjeha njemačkih nacista na izborima za Reichstag. DNSAP je bila kopija Njemačke nacističke stranke u Danskoj, kopirana je i svastika kao znak stranke, nacistički pozdrav, imenovanje oružanog djela stranke istim imenom kao u Njemačkoj SA, pa čak i himna Horst-Wessel-Lied, koja je samo prevedena na danski. Stranka je bila izražajno antižidovska.

Stranku je vodio Cay Lembcke. Pod njegovim vodstvom je stranka imala nešto više od sto članova, a na izborima iz 1932. nisu ostvarili nikakve rezultate.

Lembcke je zamijenjen 1933. Fritsom Clausenom, koji je djelovao iz svoga doma u pokrajini Schleswig, gdje dobivaju nekakvu podršku. Na izborima 1939., stranka je dobila tri zastupnička mjesta u Folketingu (danski parlament), što je bilo svega 1,8% glasova.

Novačenje za Waffen SS i Frikorps Danmark (Slobodni korpus Danske) organizirao je DNSAP-a.

DNSAP je podržao Hitlerovu invaziju i okupaciju Danske 9. travnja 1940. Prelazak u nacističku vladu razmatrala je njemačka administracija, točnije Cecil von Renthe-Fink, na kraju 1940., ali zbog suradnje s legitimnom danskom vladom, odlučeno je da je bolje čekati dok Njemačka ne pobjedi u ratu, iako je DNSAP dobivao novčanu i političku pomoć od Njemačke.

DNSAP nije uključen u ratnodobnu koalicijsku vladu (1940. – 1943.), te na izborima 1943. nešto je uspješnije prošla nego na prošlim, prijeratnim izborima, dobivši samo 2,1% glasova i tri zastupnička mjesta u Folketingu.

Na kraju Drugog svjetskog rata, stranka je službeno raspuštena u svibnju 1945., te je izgubila gotovo svu podršku. Nekoliko je pojedinaca, ipak, nastavilo rad pod imenom stranke. 

Trenutni Danmarks Nationalsocialistiske Bevægelse (Danski nacionalsocijalistički pokret) ima korijenje u staroj Danskoj nacionalsocijalističkoj radničkoj stranci [nedostaje izvor].